# Rimbey
Rimbey är en ort i Kanada.   Den ligger i provinsen Alberta, i den centrala delen av landet, 2 900 km väster om huvudstaden Ottawa. Rimbey ligger 913 meter över havet och antalet invånare är 2 227.
Terrängen runt Rimbey är platt. Runt Rimbey är det mycket glesbefolkat, med 4 invånare per kvadratkilometer.. Rimbey är det största samhället i trakten.
Trakten runt Rimbey består till största delen av jordbruksmark.